# Утакмице фудбалске репрезентације Мађарске 2019.
Фудбалска репрезентација Мађарске је током 2019. године одиграла десет званичних утакмица. На програму је било осам квалификационих утакмица за Европско првенство и две пријатељске утакмице. Репрезентација Мађарске је победила четири пута и изгубила шест пута. Мађарска је завршила као четврта у својој групи у европским квалификацијама, тако да се није директно квалификовала за Европско првенство, али је на основу резултата у УЕФА Лиги нација 2018/19 играла у додатним квалификацијама у марту 2020.
Утакмица 15. новембра 2019. била је прва званична утакмица у новој Пушкаш арени.

## Утакмице
Победа
  Нерешено
  Пораз
| Словачка                    | 2 : 0    | Мађарска |
| --------------------------- | -------- | -------- |
| О. Дуда 42’ · А. Руснак 85’ | Извештај |          |

| Мађарска               | 2 : 1    | Хрватска  |
| ---------------------- | -------- | --------- |
| Салаи 34’ · Паткаи 76’ | Извештај | 13’ Ребић |

| Азербејџан    | 1 : 3    | Мађарска                   |
| ------------- | -------- | -------------------------- |
| М. Емрели 69’ | Извештај | 18’ 53’ Орбан · 71’ Холман |

| Мађарска   | 1 : 0    | Велс |
| ---------- | -------- | ---- |
| Паткаи 80’ | Извештај |      |

| Црна Гора                       | 2 : 1    | Мађарска    |
| ------------------------------- | -------- | ----------- |
| Косовић 32’ · Мугоша 75’ (пен.) | Извештај | 2’ Холендер |

| Мађарска     | 1 : 2    | Словачка                    |
| ------------ | -------- | --------------------------- |
| Собослаи 50’ | Извештај | 40’ Р. Мак · 56’ Р. Боженик |

| Хрватска                        | 3 : 0    | Мађарска |
| ------------------------------- | -------- | -------- |
| Модрић 5’ · Б. Петковић 24’ 42’ | Извештај |          |

| Мађарска   | 1 : 0    | Азербејџан |
| ---------- | -------- | ---------- |
| Корхут 10’ | Извештај |            |

| Мађарска  | 1 : 2    | Уругвај                      |
| --------- | -------- | ---------------------------- |
| Салаи 24’ | Извештај | 15’ Кавани · 21’ Б. Родригез |

| Велс          | 2 : 0    | Мађарска |
| ------------- | -------- | -------- |
| Ремзи 15’ 47’ | Извештај |          |

| Претходна година: 2018. | Утакмице фудбалске репрезентације Мађарске 2019. | Наредна година: 2020. |

## Голгетери у 2019.
| Домаћин | Гост |

| - Адам Салаи - Мате Паткаи - Вили Орбан - Давид Холман - Филип Холендер - Доминик Собослаи |

## Белешка
1. ↑  Деби Дениса Вавре (Копенхаген) и Павола Шафранка (Данди јунајтед) за Словачку
2. ↑  Деби Доминика Собослаиа (Ред Бул Салцбург) за Мађарску
3. ↑  Стота међународна утакмица Балажа Џуџака (Ал Итихад) за Мађарску
4. ↑  Деби Давида Холмана (Слован Братислава) за Мађарску
5. ↑  Деби Душана Лагатора (Состји) за Црну Гору
6. ↑  Деби Јаноша Ференција (Дебрецен), Давида Шигера (Ференцварош) и Даниела Газдага (Хонвед) за Мађарску
7. ↑  Црвени картон (два пута жути): 54, 90+5. Ботонд Барат (Мађарска)
8. ↑  Педесета међународна утакмица Марцело Брозовић за Хрватску
9. ↑  Црвени картон (два пута жути): 18, 56. Ласло Клајнхајслер (Мађарска)
10. ↑  Због расистичких примедби на утакмици Мађарска-Словачка одиграној 9. септембра 2019. године, УЕФА је МЛС-у изрекла новчану казну и казну играња без гледалаца за предстојећу домаћу утакмицу УЕФА. МЛС је уложио жалбу, али је УЕФА потврдила првостепену одлуку 4. октобра 2019. године. Искористивши прилику коју пружа Дисциплински правилник, у публици на утакмици могла су бити лица млађа од 14 година и њихови пратиоци.[5][6]
11. ↑  Деби Жолта Нађа и Атиле Салаија за Мађарску

## Извори и спољашње везе
- Утакмице репрезентације Мађарске (2018)
- „A magyar válogatott mérkőzései: 2019”. Архивирано из оригинала 2019-03-25. г. Приступљено 2018-12-14.
- RSSSF
- eu-football (2019)